# Ectinohoplia excisicollis
Ectinohoplia excisicollis är en skalbaggsart som beskrevs av Frey 1966. Ectinohoplia excisicollis ingår i släktet Ectinohoplia och familjen Melolonthidae. Inga underarter finns listade i Catalogue of Life.